# 科隆大学
科隆大学（德語：Universität zu Köln）是一所位于德国科隆的顶尖研究型公立大学，成立于公元1388年，是欧洲历史最悠久的大学之一，名列科英布拉集团成员。同时，科隆大学也是德国U15大学联盟成员之一，于2012年被评为德国精英大学之一，拥有四个卓越精英研究集群。科隆大学Wiso商学院是CEMS全球商学院联盟成员之一，与全世界34所顶尖的商学院建立双学位合作关系。
在2023年泰晤士高等教育世界大学排名中，科隆大学名列全球第146位。在2023年《美国新闻和世界报导》的全球大学排名中，科隆大学位列全球第244名。

## 历史

### 旧大学时期
科隆大学是在神圣罗马帝国时期，继布拉格查理大學（1348）、维也纳大学（1365）、海德堡大学（1386）之后成立的第四所大学，拉丁文写作“Universitas Studii Coloniensis”。与其它大学不同，科隆大学并非由国王或侯爵创建，而是由作为帝国自由城市的科隆市政府发起，于1388年5月21日经教宗乌尔班六世在佩鲁贾签字同意。其后长期作为神圣罗马帝国的重要教育中心。
法国大革命后，法国军队于1794年占领科隆市。拿破仑将莱茵河畔部分地区归入法国鲁尔省（Département de la Roer），并于1798年取缔了科隆大学。

### 新大学时期
1919年5月29日，科隆市长康拉德·阿登纳同普鲁士方面签署了重建大学的合同，要“为一战后的德国重建物质基础的同时，提供精神进步的场地”。三所大学，1901年成立的科隆贸易高校（Handelshochschule Köln）、1904年成立的德国第一所应用医学研究院（Akademie für praktische Medizin）和1912年成立的地区社会管理高校（Hochschule für kommunale und soziale Verwaltung）组合成了经济社会学院（WiSo），同时成立医学院。新的科隆大学就此成立。
1920年1月法学院成立，同年5月哲学院成立。

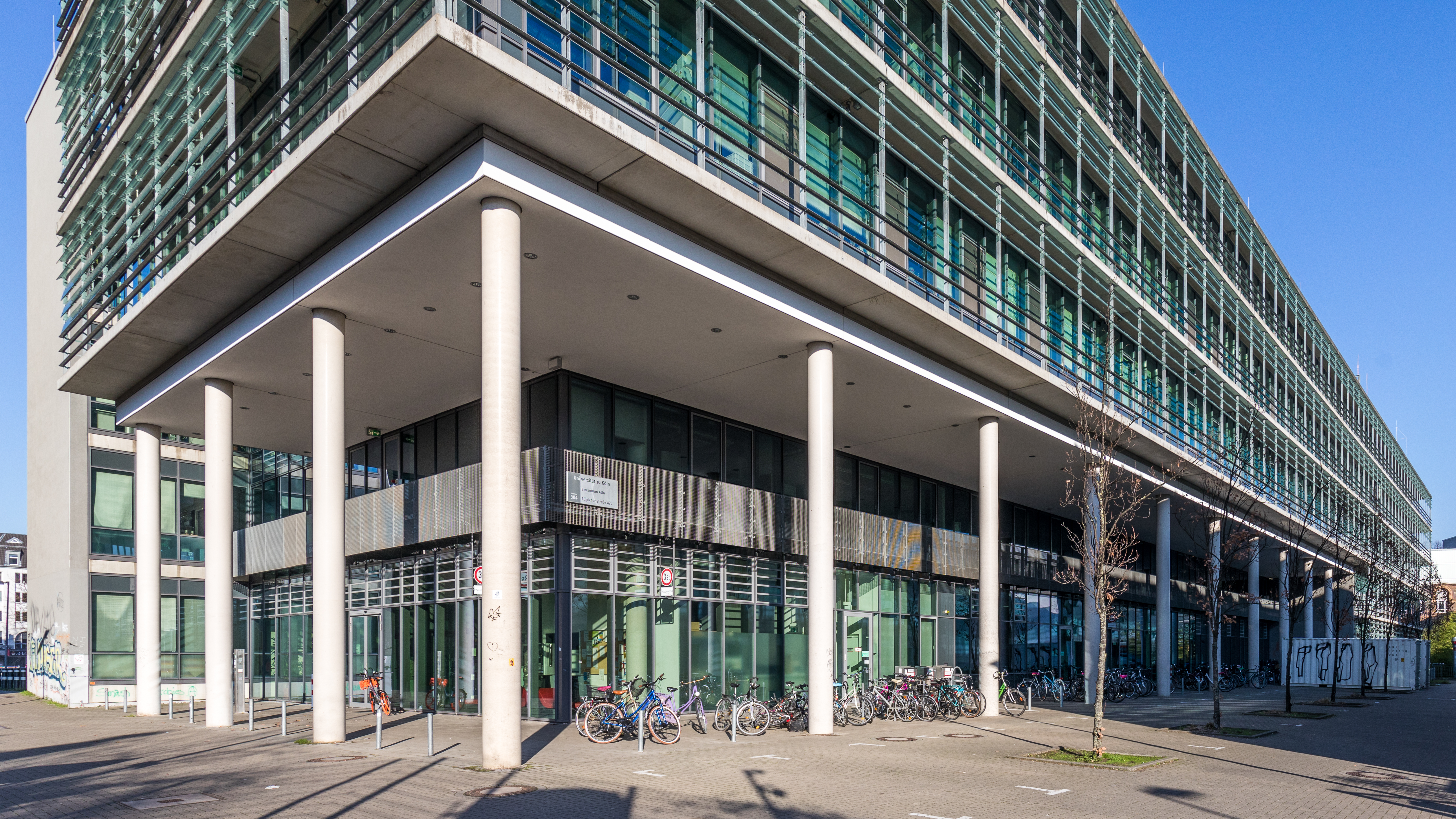
Biozentrum

1925年，科隆大学成为当时继柏林大学（Friedrich-Wilhelms Universität in Berlin）之后，学生数量第二的德国大学。
1934年，校址位于城南的罗马人公园旁，即今科隆应用技术大学社会科学院主楼。因为学生数量增加，校方于1935年在城外西侧的大学街旁新建校区。新的主楼是由建筑师Adolf Abel设计。
1945年，虽然校区在二战中严重损毁，然而学校于战争结束后就重新开始了教学工作。
1955年，数学与自然科学学院脱离哲学院，成为独立的新学院。
2007年，原教育学系、康复学系组成了新的人类学学院。
2012年，科隆大学获得提名并成为德国“精英大学”之一。

## 学院设置
科隆大学的六大学院分别为：
| 学院                  | 成立时期 |
| 经济 与 社会 学院     | 1919     |
| 医学 学院             | 1919     |
| 法学 学院             | 1920     |
| 哲学 学院             | 1920     |
| 数学 与 自然科学 学院 | 1955     |
| 人类学 学院           | 2007     |

## 诺贝尔奖得主
科隆大学有如下校友获得诺贝尔奖：
- Kurt Alder – 化学奖， 1950
- Max Delbrück – 医学奖， 1969
- Heinrich Böll – 文学奖， 1972
- Peter Grünberg – 物理学奖， 2007

## 外部連結
- 學校網站 （页面存档备份，存于）